# 四氟合溴(III)酸钡
四氟合溴(III)酸钡是一种无机化合物，化学式为Ba(BrF4)2。它可用于烷烃或芳烃的溴化。
它可由氟化钡和三氟化溴反应制得。它可以和金属铱反应：
Ir + Ba(BrF4)2 → BaIrF6 + 2 BrF